# Antarchaea similis
Antarchaea similis là một loài bướm đêm trong họ Noctuidae.